# استان نین توان
استان نین توان (به لاتین: Ninh Thuận Province) یک استان در ویتنام است که در منطقه جنوب ساحل مرکزی واقع شده‌است.

## خصوصیات
استان نین توان ۳٬۳۵۸ کیلومترمربع مساحت و ۵۶۵٬۷۰۰ نفر جمعیت دارد.